# Чикасо (народ)
Чикасо (енгл. Chickasaw) су домородачки народ југоистока САД. Њихова традиционална територија се налазила на територији данашњих америчких држава Мисисипи, Алабама и Тенеси. Припадају маскогијској породици народа. Језик Чикаса припада западној групи маскогијских језика заједно са језиком Чокта.

## Историја
Недуго пре првог сусрета са Европљанима, Чикасои су мигрирали из западних области и преселили се источно од реке Мисисипи, где су се населили углавном у данашњем североисточном Мисисипију. Ту су први пут срели европске истраживаче и трговце и одржавали су контакте са Французима, Енглезима и Шпанцима током колонијалног периода. У САД Чикасои се сматрају једним од Пет цивилизованих племена, пошто су усвојили бројне навике европских досељеника. Како су се одупирали покушајима европских насељеника да населе њихову територији, Чикаси су присиљени да продају своју земљу САД 1832. и преселе се стазом суза на Индијанску територију (данашња Оклахома) у време уклањања Индијанаца током 1830.
Већина Чикаса данас живи у Оклахоми.